# Sesnández de Tábara
Sesnández de Tábara es una pequeña población situada en la provincia de Zamora, en la comunidad autónoma de Castilla y León, España. Es una localidad con ayuntamiento en Ferreruela, que se encuentra a 5,5 km de distancia. Sesnández cuenta con 136 habitantes según datos del (INE 2024), hecho que plantea un riesgo real de convertirse en un despoblado si las instituciones públicas no revierten la situación a base de incentivos.

## Geografía
Sesnández de Tábara se encuentra en la sierra de la Culebra. Dista a 57,3 km de la capital zamorana. El acceso principal se halla a través de la N-631, cogiendo posteriormente la carretera provincial ZA-P-2434 (Riofrío-Tábara) por la salida de Tábara.

## Topónimo
En el censo de 1842 el pueblo se denominaba Sexnánde o Sertández, mientras que en el Mapa de la Provincia de Zamora de 1773 se le denominaba Sesnande.

## Historia
El acta fundacional de la localidad de Sesnández se rubricó en Tábara el 6 de abril de 1471 ante Sancho Saldaña, escribano de su Majestad y público del lugar de Coomonte, que daba testimonio de la escritura pública. De una parte comparecieron los que luego serían primeros 20 vecinos sesnandinos. De la otra, Pedro Pimentel Vigil de Quiñones señor de Tábara y su tierra. Los primeros se comprometían en el escrito a poblar el lugar de Sesnández y convertirse en vasallos del Marqués. A cambio deberían a pagar fuero perpetuo y carneros.
Dada su pertenencia al señorío tabarés, durante la Edad Moderna Sesnández de Tábara estuvo integrado asimismo en el partido de Tábara de la provincia de Zamora, tal y como reflejaba en 1773 Tomás López en Mapa de la Provincia de Zamora. Así, al reestructurarse las provincias y crearse las actuales en 1833, la localidad se mantuvo en la provincia zamorana, dentro de la Región Leonesa, integrándose en 1834 en el partido judicial de Alcañices, dependencia que se prolongó hasta 1983, cuando fue suprimido el mismo e integrado en el Partido Judicial de Zamora.
Finalmente, en torno a 1850, el antiguo municipio de Sesnández de Tábara se integró en el de Ferreruela.
En 2006 se publicó el libro "En un lugar de Zamora" obra de Ángel Ferrero Rodríguez, basado en Sesnández de Tábara y su historia en el que se explican documentos y vivencias, iglesia y cofradías, fiestas y faenas campesinas, emigraciones a Argentina y Cuba, así como diversos sucesos del pueblo.

## Demografía
| 73 | 216 | 216 | 207 | 197 | 193 | 186 | 182 | 196 | 182 | 176 |

- Los datos de 1842 son los únicos recogidos por el INE de Sesnández de Tábara como municipio independiente; reseñar que dicha cifra pertenece a la población de derecho, por el contrario de las demás que son población de hecho.
- Sólo se disponen de datos poblacionales concretos desde el año 2000 en la Relación de Unidades Poblacionales de Sesnández de Tábara. En años anteriores hay que remitirse solamente a Ferreruela de Tábara como municipio global.

## Patrimonio
Destaca la Iglesia de la Magdalena, la Fuente del Cañico, el Lavadero, restos de un molino harinero, casas solariegas, detalles en rejería, y un área recreativa llamada Las Fuentes.

## Fiestas
- San Miguel Arcángel, el 8 de mayo (fiestas patronales).
- Santa María Magdalena, el 22 de julio (fiestas patronales).
- El tercer fin de semana de septiembre se celebran las fiestas en honor a la virgen del Carmen.

Vicent